# Вентиляційний журнал
Вентиляційний журнал (рос. вентиляционный журнал, англ. fan-journal, нім. Ventilatorjournal) — книга, в якій фіксуються результати вимірів якісного складу рудникового повітря, правильності розподілу його по виробках та акти про результати реверсу вентилятора.